# 蕭長懋
蕭長懋（458年—493年2月26日），字雲喬，小字白澤，南蘭陵（今江蘇省常州市西北）人，為南齐創立者齊高帝蕭道成之孫，齊武帝蕭賾的長子，生母武穆皇后裴惠昭。
刘宋時期，曾擔任晉熙王劉燮撫軍主簿一職。沈攸之發起的叛亂平息後，返回都城建康。昇明三年，出任左中郎將、寧蠻校尉、雍州刺史。南齊建國後，受封南郡王，為東晉、南朝以來首位以嫡皇孫身分被冊封為王者。齊武帝登基後，冊立蕭長懋為皇太子。
永明十年蕭長懋先於齊武帝去世，時年三十六歲，追封文惠太子，葬於崇安陵。其子萧昭业繼位後，追封其父為皇，史稱齊文帝，廟號世宗。

## 生平

### 父祖鍾愛
蕭長懋是蕭賾的長子，母親為武穆皇后裴惠昭。蕭長懋的父親蕭賾生他時年齡還不到二十歲，他的祖父蕭道成十分喜愛這名孫兒。蕭長懋的容貌生來豐滿圓潤，小名叫做「白澤」。
刘宋元徽末年，蕭長懋跟隨父親蕭賾待在郢州，蕭賾回到盆城鎮守拒擋沈攸之的反叛期間，便讓蕭長懋慰勞並接待將帥，並讓他參與軍旅的工作。朝廷任命蕭長懋為秘書郎，他沒去到任。後來又授他為輔國將軍，遷任晉熙王劉燮的撫軍主簿。沈攸之發起的叛亂平息後，蕭賾便命他回到都城，由於蕭道成當時正值創建霸業之際，因此對自己這名嫡孫特別留意，對蕭長懋說：「你這一回來，我的事情也就辦妥了。」之後安排他住在府第的東齋，讓他和文武賓客們交往。蕭道成另指示荀伯玉說：「在我出行的時候，城中的軍隊都由蕭長懋指揮。就是在我不出行的時候，府城內外的警衛部隊和各城門的武裝，也都要經常交給蕭長懋調遣。」朝廷任命蕭長懋為秘書丞，但他因為官名和曾祖父蕭承之的名字同音，而不去到任，之後朝廷改授他為中書郎，遷黃門侍郎，蕭長懋也沒有接受。
昇明三年，蕭道成準備接受禪讓登基為帝，蕭賾也已經回到京師，父子倆人因為襄陽是當時的軍事重鎮，因此不想讓別的家族來指揮，於是便讓蕭長懋出任，任命他為持節、都督雍、梁二州和郢州的竟陵、司州的隨郡諸軍事、左中郎將、寧蠻校尉、雍州刺史。

### 殺范柏年
建元元年，蕭道成受禪稱帝，建立南齐，封長孫蕭長懋為南郡王，食邑二千戶。當時東晉、南朝皆未有嫡皇孫被冊封為王者，蕭長懋首開先例，進號征虜將軍。在此之前，梁州刺史范柏年誘降了晉壽逃亡者李烏奴，討平氐賊楊城、蘇道熾等人，在當時頗具威名。沈攸之叛亂暴發後，范柏年派遣部將陰廣宗領軍出魏興聲援京師，同時觀望形勢，叛亂平息後，朝廷派王玄邈前去取代范柏年的職位。李烏奴為此勸范柏年佔據漢中不接受朝廷的命令，范柏年還在猶豫不決時，王玄邈便已趕到魏興，由於范柏年仍在猶豫不肯解職，蕭長懋擔心他要發動事變，便派人前去說服范柏年，答應任命他為府長史，范柏年才肯前往襄陽，蕭長懋在范柏年到來後，隨即將他誅殺。
建元二年，蕭長懋調任為侍中、中軍將軍，設立將軍府，鎮守石頭城。

### 母親逝世
建元三年，蕭長懋的母親裴惠昭去世，行成服（死者親屬穿著一定的喪服）禮那天，齊高帝出來臨喪，朝廷中討論蕭長懋是否應該出迎的問題。左僕射王儉說：「根據《禮記》·服問『君所主夫人、妻、太子嫡婦』，是說國君為此三人主持喪禮。現在皇上駕臨，就是以主喪的身份而來的，雖然從事情上說應該撫慰，但從義理上講則不應行吊，南郡王蕭長懋以下都不應出門奉迎。但最高人物的出臨之禮，也是允許變革的，可以權宜取消杖絰，移到門外敬立，便足以表達感情了，不必到跟前哭臨。至於皇太子蕭賾既是一宮之主，自然應按照皇上駕臨宮中，依據通常禮節來奉候。既然屬於成服的日子，而吉禮兇禮又不能互相干擾，因而可以衰幘（用喪巾包頭）行事。而望拜止哭等，都可按常規進行。自己不必臨吊，但奉迎只按常規，於情於禮，都無不妥。」蕭長懋解除侍中之職。皇上考慮到蕭長懋因哀傷而生病，不適合住在石頭城的山障中，便讓他移鎮至西州。

### 立為太子
建元四年，蕭長懋遷任使持節、都督南徐、兗二州諸軍事、征北將軍、南徐州刺史。同年三月，祖父蕭道成去世，其父蕭賾即位，冊立蕭長懋為皇太子。 
起先，蕭道成喜歡《左氏春秋》，讓蕭長懋背誦並熟記書中內容，作為言談的資本。蕭長懋成為太子以後，便努力樹立良好的聲譽，他通曉音樂及射箭的技藝，飲酒一次能喝到數斗，舉止從容而富有儀態。蕭長懋以禮接待文士，招攬武者，麾下聚集了眾多的文人武士，當時如虞炎、范岫、周顒與袁廓都以他們的文學才能，侍奉於蕭長懋身邊，武人則有垣曆生、蔡道貴二者，當時的人們將他們比擬作關羽和張飛，其餘像是梁天惠、劉孝慶、王世興、李居士、黃嗣祖、魚文和康絢等人，亦皆為有名的將領。上述諸人都成為蕭長懋的親近左右，遍佈於宮廷與朝中。
永明三年，蕭長懋在崇正殿裡講解《孝經》，少傅王儉擿取一些句子讓太子僕周顒撰寫義疏。

### 論敬談孝
永明五年（487年）冬，蕭長懋來到國學，親自策試學生，在座位上問少傅王儉說：「曲禮上說『無不敬』。但細究起來，下級事奉上級，是應當按禮恭敬的，但上級對待下級，應該慈而不是敬。現在都說成是敬，不是太籠統了麼？」王儉說：「郑玄說『禮主於敬』，就應該是尊卑一樣都要用敬的。」蕭長懋說：「如果這樣可以的話，那麼忠與惠也可以用一個概念，孝和慈也不必分開來說了。」王儉說：「尊和卑是等級稱謂，不能一樣，愛和敬的名目，有時是並稱的。而忠和惠的區別，的確象您所說的那樣，至於孝和慈是一種互相關係，我這裡有根據。禮上說『不勝喪比於不慈不孝』，這便是它的含義。」蕭長懋說：「本著敬的原則來事奉君王，本著愛的原則來事奉父母，要二者兼行，只能就一方對一方來說的。現在又說要用敬來對待下級，這不是又生出第三個意義了麼？」王儉說：「本著敬的原則事奉君主，是要求下級盡心竭力，而上級用敬待下，只是要他不要輕慢而已。」蕭長懋說：「同是一個『敬』，文字上沒有不同，但實行上有深有淺，這便令人不解。」王儉說：「這麼複雜的含義不可能都有專門的文字來表達，只能大概地表達其中的深淺罷了。傳上說『不忘恭敬，民之主也』。書上說『奉先思孝，接下思恭』。這都是經典上明白寫著的，可以互相參照。」。
蕭長懋又去問金紫光祿大夫張緒，張緒說：「我認為恭敬是立身的根本，不論是尊是卑都應當遵守。」蕭長懋說：「敬雖說是立身之本，但並不是對待下級的概念。《尚書》上說『惠鮮鰥寡』，為什麼不說恭敬鰥寡呢？」張緒說：「現在是分別來說，才有恭和惠的不同，當初是統一表述，因而大家都是這麼講的。」竟陵王萧子良說：「所有禮無非都是強調敬而已，我覺得沒有什麼疑問。」蕭長懋說：「我本來也不是說有疑問，我這樣做正是要使概念和實際相符合，分出輕重來。」臨川王蕭映說：「先提出必敬，是要申明大的原則，尊卑是具體落實的問題，所以放在後面，所以也不必因為有總有略而受影響。」蕭長懋又拿這個問題去問各位國學生，謝幾卿等十一人都作了筆答。
蕭長懋問王儉說：「《周易》·乾卦本來是要推布天位的，而說卦卻說『帝出乎震』。震本來並不是天，這意思豈能互相統貫？」王儉說：「乾主健，震主動，而運動是天的大德，所以說『帝出震』」。蕭長懋說：「既然天以運動為德，那麼君主自然是體現天德而成其位的，震的像是雷，這難道是體現天德而出現的結果？」王儉說：「主持神器的人最好是長子，所以與震相呼應，萬物都是出於震，所以也是和帝有聯繫的」。
王儉又來問蕭長懋說：「《孝經》有『仲尼居，曾子侍』的說法。孝理這東西可謂博大精深，只有大賢之人才能懂得其中的奧妙，為什麼孔子不對颜回傳授，而要寄託給曾参呢？」蕭長懋說：「曾參雖然德慚體二，但孝養侍奉父母能夠盡禮，所謂丟開東西要從近處著手，接引人物中間不能有阻隔，要弘宣規教，意義也是這樣。」王儉說：「接引不能有阻隔，弘宣雖然也不難，但我們離開聖人的時代已是越來越遠，後人便把這事看得很輕。既有『人能弘道』之說，我倒是擔心由於人們的輕視而把道廢棄了。」蕭長懋說：「既然理是存在的，就不能因人廢言，何況讓中賢之才的人，來弘揚上聖的教義，豈會有壅塞之嫌？」。
臨川王蕭映又問蕭長懋說：「孝是德的根本，我就有些弄不通，德存在普遍的善中，而孝是由於天性，是一種自然屬性，難道會是習慣的積累？」蕭長懋說：「正因為孝不是由於積習所至，才可以作為德的根本。」蕭映說：「在不經意中就可以合乎孝了，並不須要懂得德的原則，大孝能夠榮親，這便什麼德都有了，照這樣說來，孝怎麼能是德本呢？」蕭長懋說：「孝有深淺，德有大小，在一定的程度上孝便成了本，你又何必發生疑問呢？」。
像蕭長懋如此年長還參與學習討論，是前代不曾有之事。

### 審理獄案
永明六年，齊武帝準備審理丹陽地區的囚徒以及南北二百里以內的獄案，下詔說：「審理獄訟是很重要的工作，這是王政教化的首重之事。太子年紀已到而立之年又是皇帝的助手，應當隨時詳細閱覽，這次審訊工作就交給他來親手決斷。」於是蕭長懋便在玄圃園宣猷堂審理三署囚犯，對犯人們各自有不同程度的寬大處置。齊武帝晚年喜歡游宴，尚書省的一些工作也分送給蕭長懋處理。

### 奢華逾制
蕭長懋和其弟竟陵王萧子良都喜好佛法，設立六疾館來收養貧苦的百姓。蕭長懋的風度神韻頗為和善，只是相當喜愛奢侈華麗的事物，他宮裡的殿堂，雕飾得精巧綺麗，遠超過皇帝的宮殿。又拓建玄圃園和台城北塹等，內中樓觀塔宇，奇石處處，妙極山水。由於怕被父皇從宮中望見，便在靠近門處栽列修竹，裡面設置高障，且建造活動牆壁數百間，安裝的機關相當巧妙，若需要障蔽，轉瞬間便可遮擋起來，反之需要撤開，隨手即可搬走，又善於製造珍巧的玩物，以孔雀羽毛編織成光彩金翠的裘衣，亮麗程度遠勝過用雉頭製成的裘衣。蕭長懋藉口晉明帝擔任太子時建造了西池，便請求其父齊武帝援引前例，為他開闢東田建造小苑，齊武帝批准了太子的要求。永明年間，二宮的兵力充實，太子便驅使宮中將吏輪番參與築造建物，於是宮城苑巷，規模盛大，京師的百姓傾城前來觀看。
蕭長懋又命令徐文景建造輦轎、乘輿、虎賁、旌旗等御用物品，後來齊武帝在一次造訪東宮時，匆忙之間來不及藏起輦轎，徐文景便將佛像放入輦轎中，蕭賾因此沒有對此起疑心。徐文景的父親徐陶仁當時任官為給事中，對徐文景說道：「終究會為此而被滅門的，現在正是掃墓以待喪事降臨之時啊。」徐陶仁隨後便舉家遷移躲避災禍的到來。徐文景後來竟因此而被賜死，徐陶仁亦不為兒子的死哭泣，當時的人們由此認為徐陶仁有古人的風範。
齊武帝雖然性格嚴厲，四處都安排有耳目，但太子蕭長懋的所作所為，沒人敢去報告。後來齊武帝偶然到豫章王蕭嶷的家裡時，回程途中路過蕭長懋的東田，這才看到這裡的建築連綿華遠，壯麗極目，齊武帝為此大怒，把負責監造的主帥收留審查，蕭長懋這才害怕，把東西都藏匿起來，從此不斷受到齊武帝的指責。蕭長懋平時經常生病，但身體又過於肥壯，常在宮內四處遨遊。他的儀仗隊，往往逾越了制度，齊武帝的宮禁雖然近在咫尺，但始終不知道蕭長懋的作為。

### 去世追尊
永明十年，豫章王蕭嶷去世，蕭長懋看到齊武帝的兄弟們都到了，便寫好碑文上奏，但沒來得及鐫刻樹立好石碑。
永明十一年正月，蕭長懋得病，齊武帝前來探望，對兒子的病情十分擔憂。當蕭長懋病重時，上表給齊武帝說：「兒臣雖位居太子，卻在對待君親民三個方面做的都不夠，沒有能夠光揚大道樹立風範，因此日夜不安，如同臨淵。不幸我的養生出了問題，染上了疾病，現在已經臥床不起，只能等待死亡了，不能夠繼承父王的事業，也不能盡孝道，我留戀您啊我的父王，心中感傷以至於哽咽。不過我想生與死都是有定分的，從道理上說不足悲痛，不要為兒臣傷悼，保衛聖體，江山永固，兒臣雖在九泉，也沒什麼遺憾了。」不久蕭長懋去世，終年三十六歲。
蕭長懋年齡剛過而立之年，又長期身居儲官，得以參與朝政，朝廷內外各部門，都認為他即將繼承皇位，他的去世，令朝野愕婉。齊武帝親自來到東宮，臨哭盡哀，下詔用袞冕服為蕭長懋入殮，諡號文惠太子，安葬在崇安陵。齊武帝在東宮裡步行，看到蕭長懋服裝玩物越過本分，大為生氣，命令將逾制的東西盡數毀掉或撤除，並把東田改為崇虛館。蕭長懋之子鬱林王蕭昭業即位後，追尊蕭長懋為文皇帝，廟號世宗。

## 軼事
蕭長懋心中十分討厭堂叔蕭鸞，曾秘密對二弟竟陵王萧子良說：「我心裡始終不喜歡這個傢伙，當因他是一名福德惡薄之人的緣故。」蕭子良聽聞後便苦苦為蕭鸞排解，努力幫他脫離險境。在蕭鸞篡位為帝之後，果然大肆屠戮蕭道成、蕭賾的子孫。

## 影視形象
- 2019年电视剧《鹤唳华亭》：罗晋饰蕭長懋

## 評價
蕭子顯《南齊書》：「上古之世，父不哭子。壽夭悠悠，尚嗟恆事。況夫正體東儲，方樹年德，重基累葉，載茂皇家，守器之君，已知耕稼，雖溫文具美，交弘盛跡，武運將終，先期夙殞，傳之幼少，以速顛危。推此而論，亦有冥數矣」。

## 家庭

### 父母
- 父親，齊武帝蕭賾。
- 母親，武穆皇后裴惠昭。

### 妻妾
- 太子妃王宝明，生蕭昭業。
- 许宫人，生蕭昭文。
- 陳宫人，生蕭昭秀。
- 褚宫人，生蕭昭粲。
- 霍氏，蕭长懋死后，與其子蕭昭业私通。

### 兒子
- 長子，蕭昭業：493年齊武帝死後登基為皇帝，494年被權臣蕭鸞廢為鬱林王。
- 次子，蕭昭文：494年蕭昭業被廢後即位為帝，同年被蕭鸞廢為海陵王，諡號恭。
- 三子，蕭昭秀：巴陵王。
- 四子，蕭昭粲：桂陽王。

## 延伸阅读
[在维基数据编辑]
 《南齊書/卷21》，出自萧子显《南齊書》